# 吳平 (1920年)
吳平（1920年—2019年），字堪白，出生於浙江餘姚，臺灣書法家、畫家、篆刻家，臺灣書畫研究學者。1983年任職國立故宮博物院書畫處處長，1991年自故宮退休後，專事書畫篆刻創作與教學，2019年逝於台北，享壽99歲。

## 家學與興趣起源
吳平自幼追隨父親吳克剛習書法，同時學習《說文》。繪畫除隨父學習山水基礎之外，及長習畫花鳥為主，中學時期自習龔賢《龔半千課徒畫稿》畫風。由父啟蒙篆刻，學習浙派西泠八家，17歲(1936年)即於榮寶齋武漢分店掛潤例牌，可見其年輕才華膽識:74-81。

## 早期學藝
中日抗戰時期(1937-1945)仍持續篆刻、書法、繪畫，此時期在平漢鐵路局工作。1945年曾經以函授方式向胡佩衡先生學習繪畫三個月，因學費過高而中斷；另外因於上海看見鄧散木的印譜而深受其奇氣之吸引，抗戰後並經由表叔胡維詮輾轉請施叔範引介，而以函授、印稿的方式向鄧散木習印:21-22，自造其境，刀法俐落，為朱佈白得宜，自成一家風範:27。

## 交遊與畫風
1949年隨政府先後到重慶、廣州、香港，旅居香港期間曾與畫僧若瓢、唐雲交遊。1950年抵台後任職於法務部調查局，餘閒時仍從事書畫與篆刻興趣，參加「七修畫會」、「海嶠印集」、「六六畫會」交遊切磋。書法與篆刻之外，繪畫部分則轉向於花卉主題，除偏重海上畫派風格外， 1952年向高逸鴻先生學習花卉，自此繪畫以花卉為主，晚年受華喦青花芍藥作品影響，自此好用花青入畫蔚為獨特畫風:29。

## 成就
1953年由調查局第一任局長季源溥推薦於舉辦第一次個展於中山堂。1969年獲中國畫學會金爵獎，1978年獲中山文藝獎篆刻類。1988年於國立歷史博物館舉辦人生第二次個展，自此陸續受邀舉辦多次個展並出版專輯，2013年，吳平以94歲高齡於中華文化總會舉辦人生最後一次大型個展。
1983年受秦孝儀院長之邀任職國立故宮博物院書畫處處長， 1991年自故宮退休後，專事書畫篆刻創作與教學。2004年國立歷史博物館為其出版《吳平—涵詠自在口述歷史》專書，2005年出版《吳平堪白書畫篆刻輯》。